# Kostel svaté Máří Magdaleny (Chvalšiny)
Kostel svaté Máří Magdaleny se nachází v horní části náměstí obce Chvalšiny v okrese Český Krumlov v Jihočeském kraji. Jedná se o pozdně gotický kostel, který byl vybudován na přelomu 15. a 16. století. Jde o jednolodní kostel s kaplí Panny Marie na severní části a mohutnou hranolovou věží v jeho jižní straně. Kostel je velmi významným prvkem obce Chvalšiny a utváří její typické panorama, na které je možné nahlédnout z okolních kopců. Kostel je významným příkladem podoby i následné proměny církevní stavby od vrcholného středověku až po novověk a zároveň je důležitým dokladem farní správy a projevu křesťanské víry v regionu.
Kostel byl založen na křižovatce cest, které vedly z Českého Krumlova na Prachatice a druhá cesta směřovala na Horní Planou a Rakousko. Kostel je významným urbanistickým prvkem, který zásadně dotváří charakter zástavby náměstí a svou hmotou se výrazně uplatňuje při dálkových pohledech na obec prakticky ze všech stran i okolních kopců a vytváří tak její charakteristické panorama.

## Historie
Historici stavbu datují na přelom 15. a 16. století, konkrétněji mezi léta 1487–1507, které dokládají letopočty dochované v kostelní lodi. V roce 1487 byla dokončena sakristie, roku 1494 byl zaklenut presbytář. V roce 1499 byla dostavěna jižní předsíň s vstupním portálem. Stavba byla roku 1507 dokončena obvodovým zdivem lodi s arkýřem na západním štítu. Interiér lodi zaklenul níže zmiňovaný Hans Getzinger síťovou klenbou mezi lety 1507–1514, kdy byla také provedena monumentální malba Posledního soudu. V Chvalšinách to ale nebyla první stavba svého druhu, v místě, kde stavba aktuálně stojí, se dříve nacházel kostel, který byl již v té době zasvěcen sv. Máří Magdaleně. Tehdejší kostel se bohužel nedochoval a nahradil jej kostel nový, rozměrnější a pozdně gotický.
Velká část kostela je dílem slavné rožmberské stavební huti a převážně jejího hlavního stavitele Hanse Getzingera, který se podílel i na stavbě kostela v Zátoni a Rožmberku. Stavba prošla v průběhu let množstvím úprav a i přes to si dokázala zachovat vzhled pozdní gotiky. Kostel prošel raně barokní úpravou v polovině 17. století, novogotickou v letech 1886–1887 a významně se na něm poznamenala přístavba mariánské centrální kaple v roce 1760. Jediné kompoziční narušení proběhlo v roce 1773, kdy došlo k zvýšení věže, což je jasně čitelné dle umístění chrličů nad hodinovým patrem.

## Stavební fáze
Raně gotický kostel vznikl kolem poloviny 13. století. Prvotní svatyně byla zřejmě od počátků obklopena hřbitovem, snad již tehdy obehnaným zdí. Někdy na počátku 80. let 15. století se cechy společně s městem rozhodly pro přestavbu a zvětšení kostela. Pro plán a stavbu kostela byl angažován kamenický mistr, který se tou dobou zabýval stavbou kostela sv. Kateřiny v Hořicích. Základy sakristie a kněžiště byly vyměřeny z vnějšku po obvodu starého presbytáře, který tak mohl sloužit nadále k bohoslužbám. Roku 1489 byla dokončena sakristie s kostnicí. Kněžiště bylo zaklenuto roku 1494. Záhy se pokračovalo se stavbou lodi, kde byla roku 1499 dokončena otevřená předsíň s reprezentativním vstupním portálem. Věž byla nejprve založena samostatně a později k ní byly přiloženy obvodové zdi lodi. Kolem roku 1500 převzal stavbu lodi Hans Getzinger z Haslachu. Roku 1507 byl dokončen arkýř na západním štítu lodi, krov a mezi léty 1507-1514 nechal Getziger zaklenout loď variantou kroužené klenby a vymalovat své jméno v jejím vrcholu.

## Stavební podoba
Jednolodní kostel s trojboce zakončeným kněžištěm o dvou polích. Na severu presbytáře je připojena sakristie o dvou klenebních polích a klenutá kostnice v suterénu. Obdélná loď o čtyřech klenebních polích je přístupná portálem v jižní předsíni. Při jižním průčelí lodi vyrůstá hranolová zvonice s jehlancovou střechou. V koutě mezi věží a jihozápadním nárožím lodi vystupuje hranolový schodišťový přístavek. Na severní straně lodi je k dvojici opěráků připojena centrální Růžencová kaple, spojená podél severní zdi úzkou chodbou se sakristií. Kostel má dosud původní krovy z doby výstavby, stejně jako kružbové výplně oken.

## Popis stavby
Pozdně gotický kostel sv. Máří Magdaleny stojí v horní části náměstí ve Chvalšinách. Jde o jednolodní kostel s mohutnou hranolovou věží na jihu a kaplí Panny Marie na severu. Chrámová loď byla zachována v téměř původní podobě, včetně pozdně gotických, částečně kroužených kleneb.

### Interiér
Loď, o rozměru 20 × 11,5 m, díky svému rozpětí a bohatostí síti žeber působí mohutným dojmem. Ve svých hlavních rysech se dochovala nedotknuta, až na kůr a portál vedoucí k Mariánské kapli. Klenby o síle 25 m jsou cihlové, nahoře zalité maltou. Jedním z významných prvků interiéru je hvězdicová klenba presbytáře. Presbytář o tvaru osmihranu a v rozměrech 14,3 × 8,8 m byl původně osvětlený 6 vysokými okny, z nichž se jen na jednom nedochovala kružba a druhé bylo zazděno. Kružby pěti dvojdílných oken jeví zčásti pravidelné, ale zčásti již barokní formy. Žlábkovaná žebra se opírají o hluboce profilované připory, které se sbíhají do jednoho svorníku zdobeného růžicí. Ostění je bohatě profilované s rovným nadpražím, nad nímž, vedle letopočtu 1489, se nacházejí dvě podkovy a ružice ve štítku. V sakristii lze pozorovat na klenbě dekorativní žlábkovaná žebra, která vybíhají kolmo, nebo šikmo bez zvláštních konzol ze stěn. Jsou zakončena ve dvou svornících dekorovaných ružicí. V kostele se nachází celkem 6 oltářů, hlavní sloupový oltář (v roce 1688 dodaný českokrumlovským sochařem a řezbářem Martinem Lindenmayerem) o třech patrech sahá až do klenby presbytáře. Nad oltářem je ve skvělém stavu zachována datace roku 1494, dle které se odhaduje datace kostela. Mezi unikátní prvek kostela lze i zařadit strmý, pozdně gotický krov.

Plány kostela z roku 1918
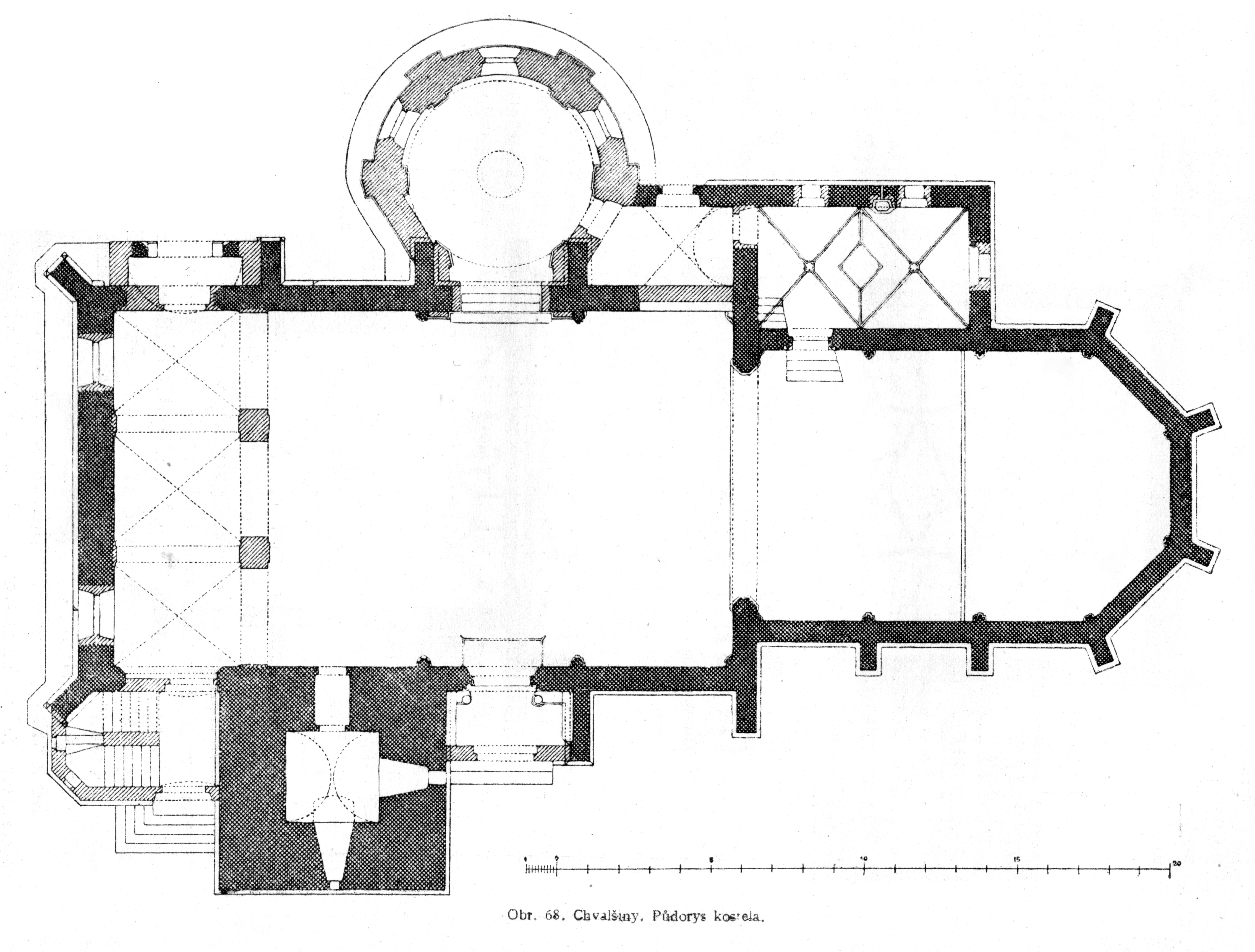
Půdorys kostela
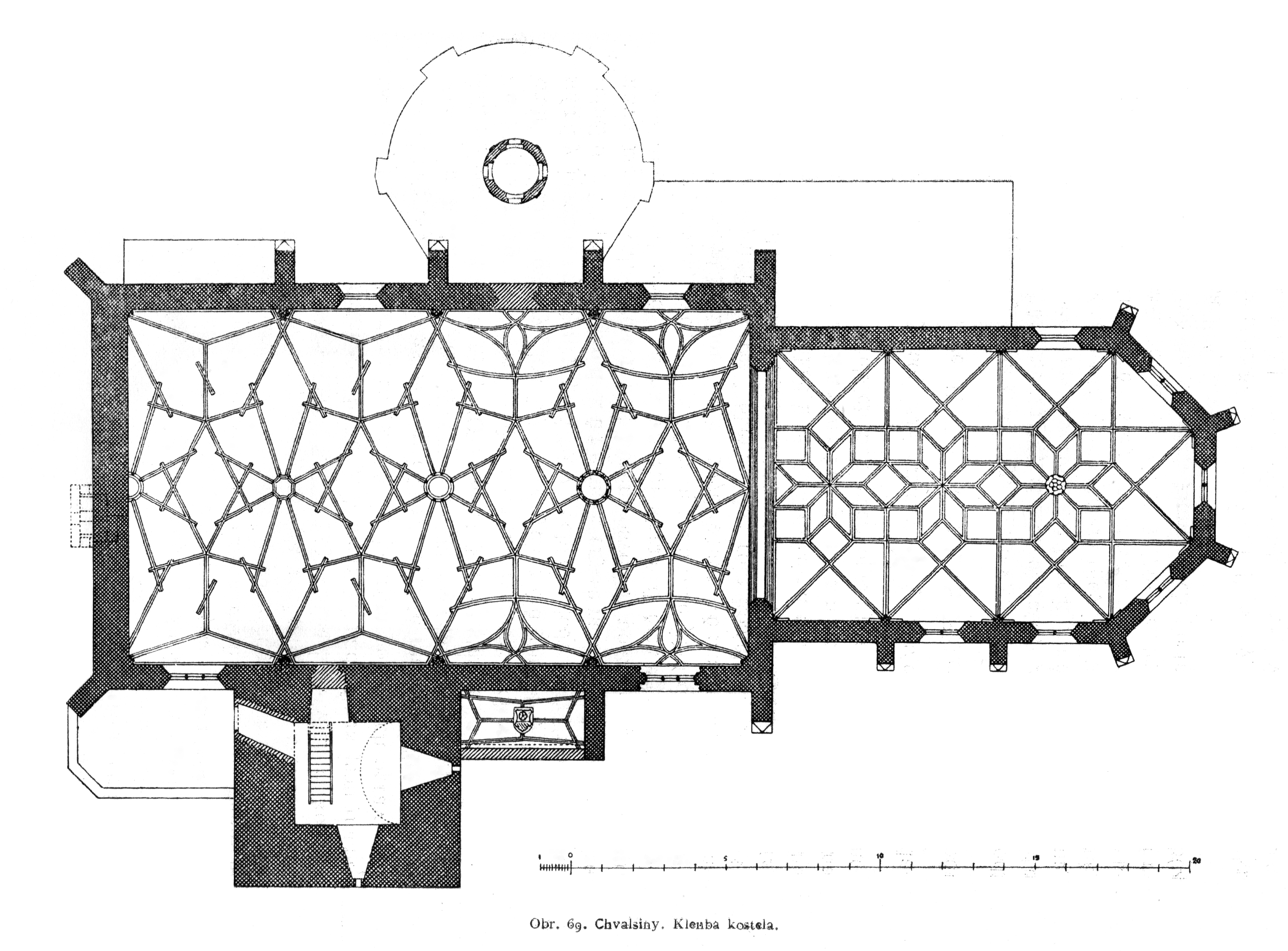
Půdorys v úrovni patek klenby
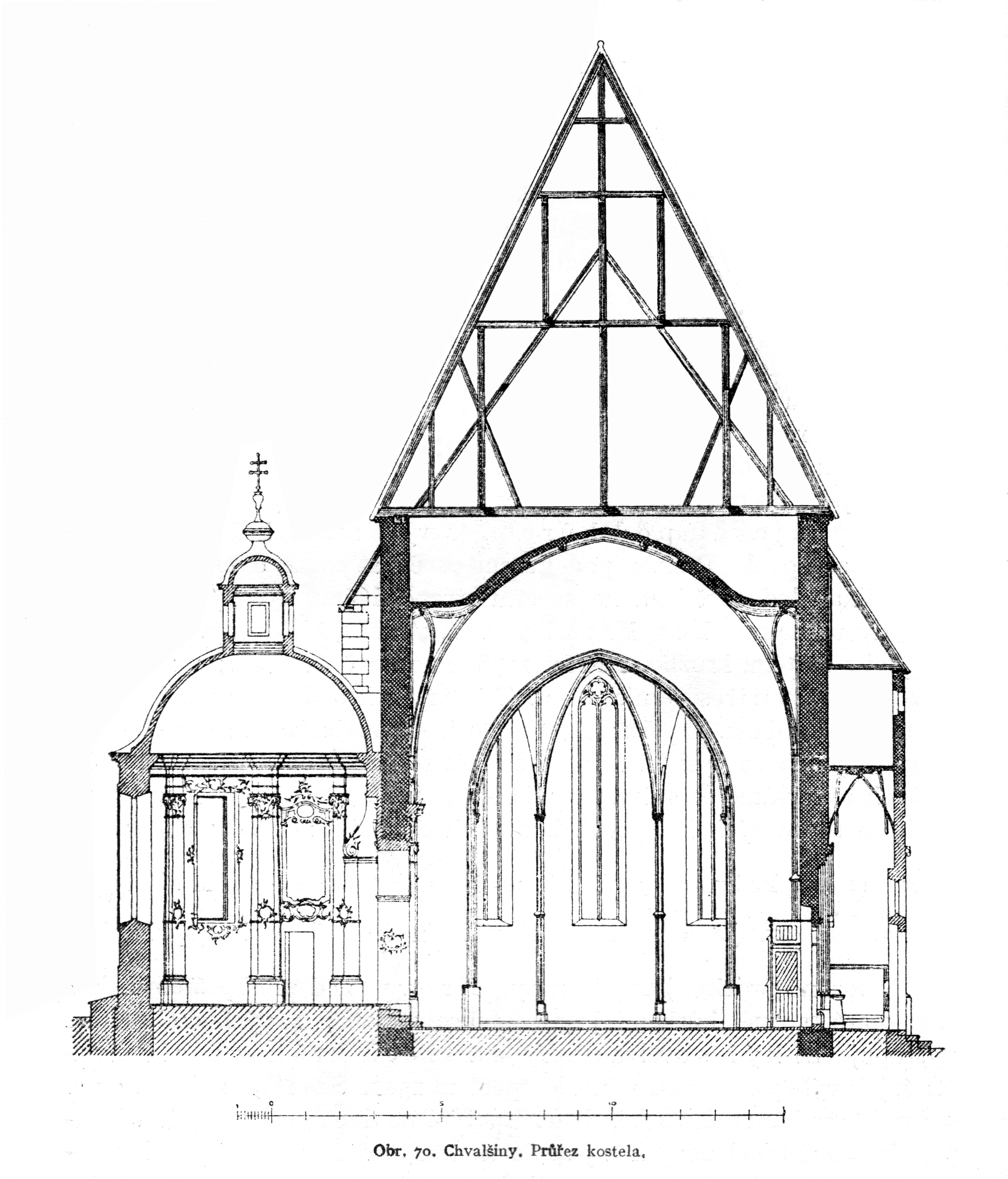
Příčný řez kostelem

### Mariánská kaple
Na severní straně kostela byla přistavěna růžencovým bratrstvem roku 1760 kaple kruhového půdorysu o průměru 6,4 m. Kaple je zaklenuta do nízké kupole s lucernou. Stěny, členěné pilastry, dělí kladí do hladké, malbou krášlené klenby. Ke kapli vede z lodi brána, která je roubená dvěma pilastry a kladím. Autorem oltářního obrazu je František Jakub Prokyš.

### Exteriér
Kostel leží zhruba uprostřed protáhlého náměstí při starodávné silnici mezi Českým Krumlovem a Prachaticemi. Jde o jednolodní kostel s mohutnou hranolovou věží na jihu a kaplí Panny Marie na severu. Kostel byl dříve obehnán ohradní zdí, za kterou se nacházel hřbitov, který byl v roce 1838 zrušen. Snad jediným porušením původní kompozice bylo zvýšení věže v roce 1773. Původní výšku věže naznačuje umístění chrličů nad hodinovým patrem.
Hlavní vchod se nachází na jižní straně kostela vedle hranolové věže. Jedná se o hluboce profilovaný, v hrotitém oblouku sklenutý vysoký portál s rovným nadpražím. Portál je kryt uzavřenou do žeber sklenutou předsíní. Druhý vstup do lodi náleží jižní straně kostela vede schodištěm na kůr. Brána jeho předsíně je hluboce členěná, zakončená žabkami a růžicí. Dříve sloužila jako brána ke hřbitovu.
V západním štítě kostela je umístěn arkýř a kruhová okna. Na severní straně kostela je přistavěna Mariánská kaple. Kapli se sakristií propojuje do kříže zaklenutá předsíň. Štíhlá jehlancová střecha nad presbytářem pochází z roku 1887. Jako náhrada za barokní vížku byla postavena nová nízká hodinová čtyřstranná vížka na severní straně lodi s novými hodinami. Ve východní části kostela se nacházejí tři vysoká lomená okna s kružbou, okno za hlavním oltářem bylo zazděno, ale kružba zůstala zachována. Na opěrných pilířích se dochovaly četné kamenické značky rožmberské huti. V jižní části lze pozorovat původní pozdně gotickou kružbu, která se dochovala v trojdílných oknech. Věž byla naposledy opravována v roce 1887, před tímto rokem byl krov kuželovitý, momentálně věž zastřešuje osmihranný sanktus.

## Galerie

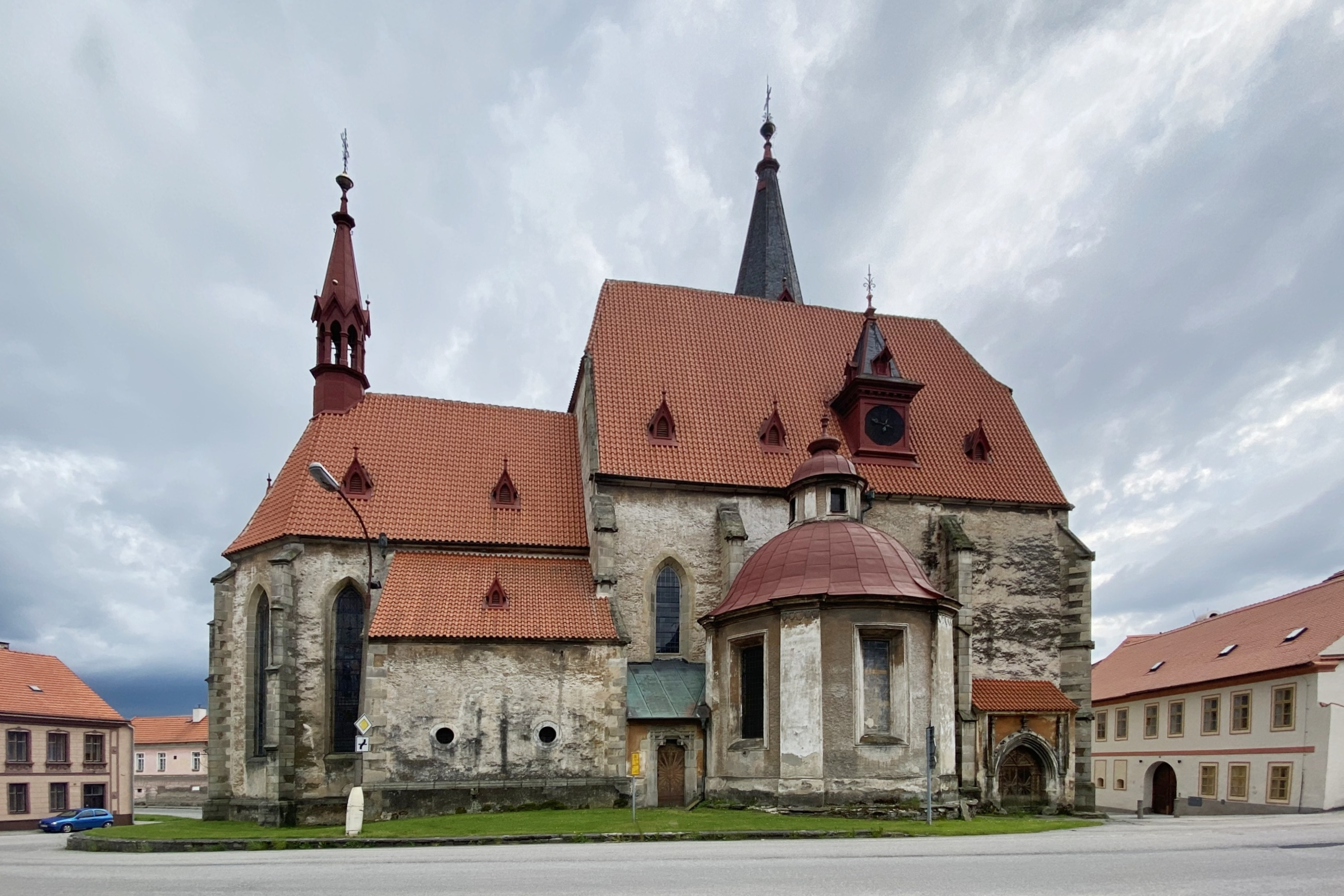
Severní pohled
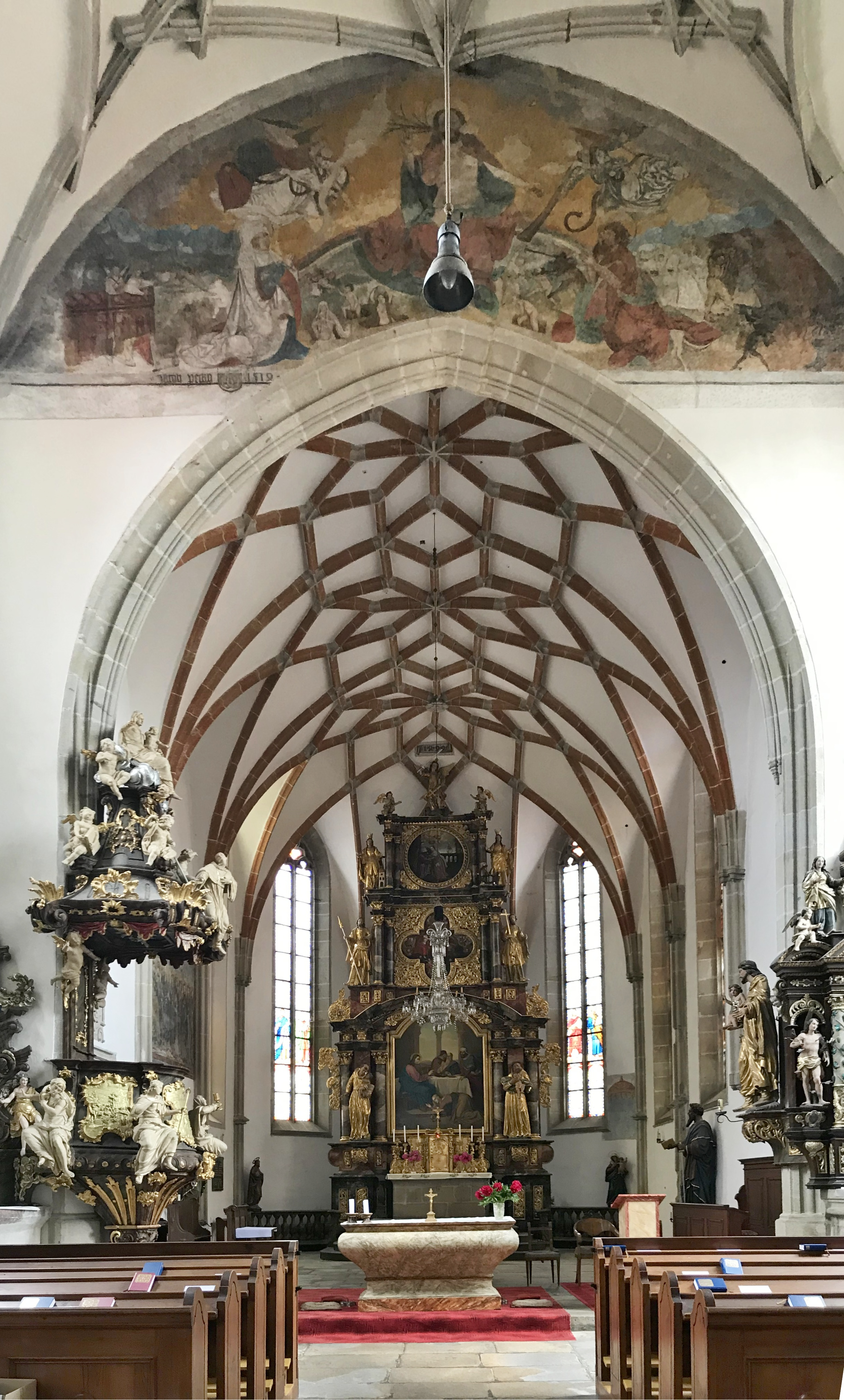
Pohled na hlavní oltář a klenbu kněžiště
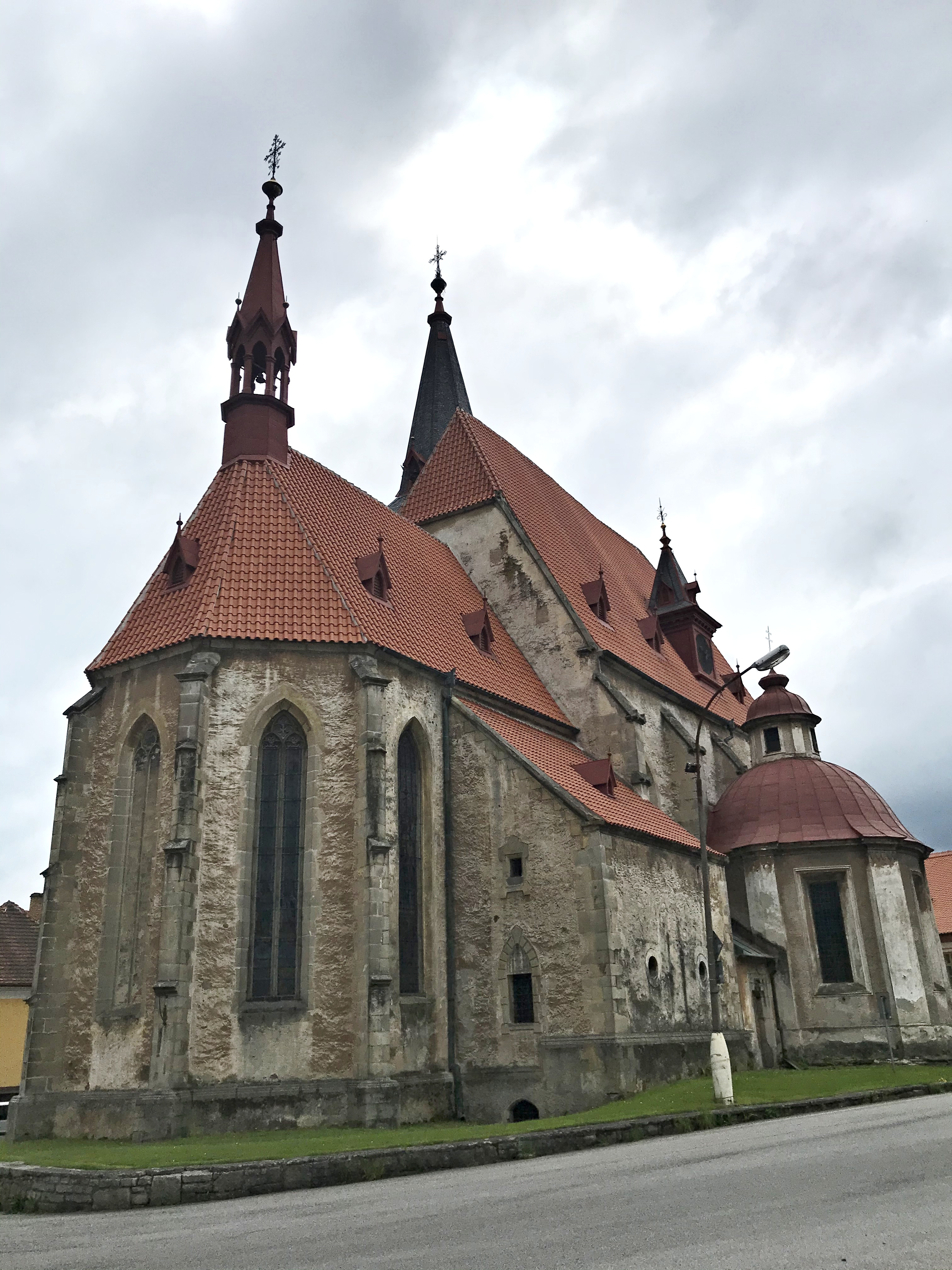
Severovýchodní pohled